# Sasano (juiz)
Sasano (em latim: Sasanus; em persa médio: s's'n; romaniz.: Sāsān; em parta: s'sn; romaniz.: Sāsān; em grego clássico: Σασαν(ες); romaniz.: Sasan(es)) foi um oficial sassânida do século III, ativo durante o reinado do xá Sapor I (r. 240–270). É conhecido apenas a partir da inscrição Feitos do Divino Sapor segundo a qual era juiz (dādwar em persa, dādβar em parta e dicasta em grego). Aparece numa lista de dignitários da corte e está classificado na sexagésima quinta posição dentre os 67 dignitários. Se supõe que talvez fosse um eunuco a julgar por sua posição.